# Irrésiiistible !
Pour les articles homonymes, voir Irrésistible.
Pour plus de détails, voir Fiche technique et Distribution.
Irrésiiistible ! est une comédie dramatique américaine réalisée par Morgan Klein et Peter Knight et sortie en 2002.

## Fiche technique
- Titre : Irrésiiistible !
- Titre original : Bending All the Rules
- Réalisation : Morgan Klein et Peter Knight
- Scénario : Morgan Klein et Peter Knight
- Musique : Martin Klein et Molly Knight Forde
- Photographie : Rob Allen
- Montage : José E. Álvarez
- Producteur : Rob Allen et Lisa McVicker
- Production : Minaret Films LLC
Red Lizard Films
- Distribution : Lionsgate et Condor Entertainment
- Pays :  États-Unis
- Durée : 87 minutes
- Genre : Comédie dramatique
- Dates de sortie :
  -  États-Unis : 27 septembre 2002
  -  France : 4 mars 2012 (DVD)

## Distribution
- Collen Porch : Kenna
- David Gail : Martin
- Bradley Cooper (V. F. : Alexis Victor) : Jeff
- Kurt McKinney : Mortie
- Ashlee Payne : Lauri
- James Martin Kelly : Shelly
- Morgan Klein : DJ Sweaty
- Ed Carine : Oncle Davey
- John Langley : le débutant au jeu de la sauce piquante
- Alana de la Garza : la femme qui commande des shots
- Wade Boggs : Nick
- Mike Simpson : Officier Draper